# Koń kabardyński
Konie kabardyńskie – stara rasa koni wywodząca się z Kaukazu. Charakteryzuje ją wytrzymałość, doskonała równowaga i stabilny chód w trudnym terenie, zdolność do pokonywania długich dystansów, odwaga i inteligencja.
Rasa ta wytworzyła się w wyniku mieszania wielu ras koni stepowych (nogajskie, kałmuckie, baszkirskie, donieckie) i szlachetnych (karabachskie, perskie, achałtekińskie, arabskie) z rasami mongolskimi. Przez setki lat rasa ta rozwijała się naturalnie, a kilkakrotnie w historii lokalni hodowcy celowo uszlachetniali ją rasami z zewnątrz w celu osiągnięcia określonych cech użytkowych.
Współcześnie konie kabardyńskie ze względu na swoją wytrzymałość są bardzo cenione w długodystansowych biegach konnych. W 2004 roku kabardyński wałach Karo zajął drugie miejsce w Mistrzostwach Niemiec w Löffingen, a tydzień wcześniej dwa kabardyńce zajęły dwa pierwsze miejsca w otwartych rajdowych Mistrzostwach Polski w Koczku.